# Indie
Termen indie kommer fra engelsk og er en forkortelse af ordet "independent" (uafhængig). Den refererer til kunstneriske kreationer der bliver til uafhængigt af det "kommercielle mainstream". Både kommercielt og kunstnerisk. Det handler som regel om kreativ udfoldelse uden hjælp fra større pladeselskaber, filmselskaber, eller anden større finansiel støtte. Men der kan også være tale om at bryde med de konventionelle måder at skabe musik eller kunst på, selvom om man allerede har en kommerciel platform. Et eksempel kan være en del af The Beatles produktioner fra 1966 og fremefter, som ofte bryder med gængse strukturer for samtidens kompositioner inden for rock og pop. 
Men oftest ligger der i brugen af betegnelsen indie en form for kritik af hvordan større selskaber vil tjene penge hellere end at fremme kunst og kreativitet; derfor skal man hellere stræbe efter at være indie – uafhængig.